# アロス・ア・ラ・クバーナ
アロス・ア・ラ・クバーナ(Arroz a la cubana)は、スペイン語圏の多くの国で食べられている料理である。スペイン語で「キューバンスタイルの米」という意味である。材料は飯と目玉焼きであり、プランテンまたはバナナやトマトソースがよく添えられる。起源はよく分かっていないが、ペルーやフィリピン等と言われることもある。キューバがスペインの植民地（キューバ総督領）だった頃の飯に目玉焼きを添えた料理が起源だという説もある。
同じ地域内でさえも多くの小さな差異がある。
キューバでは、白飯にトマトソースと目玉焼きを添える。プランテンやバナナを他の材料と揚げたものが添えられる場合もある。
フィリピンでは、スペインの植民地（フィリピン総督領）だった時代から食べられていた。最近のものは、牛挽肉をタマネギ、ニンニク、トマトソース、角切りのジャガイモ、レーズン、角切りのニンジンとソテーしたものと白飯、目玉焼き、熟した揚げプランテンと一緒に盛る。
ペルーでは、揚げプランテン、揚げウインナー、目玉焼きを白飯の上に乗せる。